# Wybrzeże Kości Słoniowej na Letnich Igrzyskach Olimpijskich 2020
Wybrzeże Kości Słoniowej na Letnich Igrzyskach Olimpijskich 2020, które odbyły się w Tokio, reprezentowało 31 zawodników – 25 mężczyzn i 6 kobiet. Był to czternasty z kolei udział tego kraju w letnich igrzyskach.

## Zdobyte medale[2]
| Medal | Zawodnik    | Dyscyplina | Konkurencja | Rezultat                                                                            | Data     |
| ----- | ----------- | ---------- | ----------- | ----------------------------------------------------------------------------------- | -------- |
| Brąz  | Ruth Gbagbi | Taekwondo  | - 67 kg     | W pojedynku o brązowy medal pokonała reprezentantkę Brazylii – Milenę Titoneli 12-8 | 26 lipca |

## Skład kadry

### Judo
| Zawodnik                 | Konkurencja | 1/16                | 1/8                 | Ćwierćfinał         | Półfinał            | Repasaże            | Finał / 3. miejsce  | Finał / 3. miejsce | Źródła |
| Zawodnik                 | Konkurencja | Przeciwniczka Wynik | Przeciwniczka Wynik | Przeciwniczka Wynik | Przeciwniczka Wynik | Przeciwniczka Wynik | Przeciwniczka Wynik | Pozycja            | Źródła |
| ------------------------ | ----------- | ------------------- | ------------------- | ------------------- | ------------------- | ------------------- | ------------------- | ------------------ | ------ |
| Zouleiha Abzetta Dabonne | -57 kg (k)  | Monteiro P 00-10    | NQ                  | NQ                  | NQ                  | NQ                  | NQ                  | 17.                | [ 3 ]  |

### Lekkoatletyka
Konkurencje biegowe
| Zawodnik           | Konkurencja | Eliminacje | Eliminacje | Półfinał | Półfinał | Finał | Finał   | Źródło |
| Zawodnik           | Konkurencja | Wynik      | Miejsce    | Wynik    | Miejsce  | Wynik | Miejsce | Źródło |
| ------------------ | ----------- | ---------- | ---------- | -------- | -------- | ----- | ------- | ------ |
| Arthur Cissé       | 100 m (m)   | 10,15      | 2.         | 10,18    | 7.       | NQ    | NQ      | [ 4 ]  |
| Murielle Ahouré    | 100 m (k)   | 11,16      | 3.         | 11,28    | 7.       | NQ    | NQ      | [ 5 ]  |
| Marie Josée Ta Lou | 100 m (k)   | 10,78 =    | 1.         | 10,79    | 1.       | 10,91 | 4.      | [ 5 ]  |
| Marie Josée Ta Lou | 200 m (k)   | 22,30      | 1.         | 22,11    | 1.       | 22,27 | 5.      | [ 6 ]  |

### Piłka nożna
Turniej mężczyzn
- Reprezentacja mężczyzn

| - Maxime Nagoli - Silas Gnaka - Eric Bailly - Kouadio-Yves Dabila - Ismaël Diallo - Wilfried Singo - Idrissa Doumbia - Franck Kessié - Youssouf Dao - Amad Diallo - Christian Kouamé |  | - Eboue Kouassi - Kader Keïta - Parfait Guiagon - Max Gradel - Ira Eliezer Tapé - Zié Ouattara - Cheick Timité - Koffi Kouao - Aboubacar Doumbia - Nicolas Tié |

| Drużyna                  | Konkurencja    | Faza grupowa         | Faza grupowa     | Faza grupowa     | Faza grupowa | Ćwierćfinały     | Półfinały        | Finał mecz o 3. miejsce | Pozycja | Źródło |
| Drużyna                  | Konkurencja    | Przeciwnik Wynik     | Przeciwnik Wynik | Przeciwnik Wynik | Pozycja      | Przeciwnik Wynik | Przeciwnik Wynik | Przeciwnik Wynik        | Pozycja | Źródło |
| ------------------------ | -------------- | -------------------- | ---------------- | ---------------- | ------------ | ---------------- | ---------------- | ----------------------- | ------- | ------ |
| Wybrzeże Kości Słoniowej | turniej kobiet | Arabia Saudyjska 2:1 | Brazylia 0:0     | Niemcy 1:1       | 2.           | Hiszpania 2:5    | NQ               | NQ                      | 7.      | [ 7 ]  |

### Pływanie
| Zawodnik       | Konkurencja    | Eliminacje | Eliminacje | Półfinał | Półfinał | Finał | Finał   | Źródło      |
| Zawodnik       | Konkurencja    | Czas       | Miejsce    | Czas     | Miejsce  | Czas  | Miejsce | Źródło      |
| -------------- | -------------- | ---------- | ---------- | -------- | -------- | ----- | ------- | ----------- |
| Talita Te Flan | 400 m dowolnym | 4:38,92    | 25.        | N/A      | N/A      | NQ    | NQ      | [ 8 ] [ 9 ] |

### Taekwondo
| Zawodnik            | Konkurencja     | 1/8                | Ćwierćfinał         | Półfinał         | Repesaż          | Finał/3. miejsce | Finał/3. miejsce | Źródło |
| Zawodnik            | Konkurencja     | Przeciwnik Wynik   | Przeciwnik Wynik    | Przeciwnik Wynik | Przeciwnik Wynik | Przeciwnik Wynik | Pozycja          | Źródło |
| ------------------- | --------------- | ------------------ | ------------------- | ---------------- | ---------------- | ---------------- | ---------------- | ------ |
| Cheick Sallah Cissé | -80 kg mężczyzn | Mahboubi P 11-21   | NQ                  | NQ               | NQ               | NQ               | 11.              | [ 10 ] |
| Seydou Gbané        | +80 kg mężczyzn | Issoufou W 15-9    | Georgiewski P 4-9   | NQ               | Alba P 2-8       | NQ               | 7.               | [ 11 ] |
| Ruth Gbagbi         | -67 kg kobiet   | Katoka W           | Zhang Mengyu W 21-9 | Williams P 18-24 | NA               | Titoneli W 12-8  | brąz             | [ 12 ] |
| Aminata Traoré      | +67 kg kobiet   | Lee Da-bin P 13-17 | NQ                  | NQ               | Rodríguez W 11-9 | Laurin P 8-17    | 5.               | [ 13 ] |

### Wioślarstwo
| Zawodnik     | Konkurencja | Eliminacje | Eliminacje | Repesaż | Repesaż | Ćwierćfinały | Ćwierćfinały | Półfinały            | Półfinały | Finał           | Finał | Miejsce | Źródło |
| Zawodnik     | Konkurencja | Czas       | M.         | Czas    | M.      | Czas         | M.           | Czas                 | M.        | Czas            | M.    | Miejsce | Źródło |
| ------------ | ----------- | ---------- | ---------- | ------- | ------- | ------------ | ------------ | -------------------- | --------- | --------------- | ----- | ------- | ------ |
| Franck N'Dri | M1x         | 7:49,19    | 5.         | 8:03,25 | 5.      | N/A          | N/A          | 7:55,12 Półfinał E/F | 2.        | 7:42,55 Finał E | 4.    | 28.     | [ 14 ] |